# جان آتاناسف
جان وینسنت آتاناسف (به انگلیسی: John Vincent Atanasoff) ‏ (۱۹۰۳ - ۱۹۹۵) استاد دانشگاه و مهندس رایانه آمریکایی بلغاری‌تبار بود. جان ماکلی در جریان کوشش‌های او در ساخت ماشین محاسبه خودکار الکترونیک بود و همین امر بعدها کار این دو را بر سر امتیاز اختراع رایانه به دادگاه کشاند. در سال ۱۹۷۳ دادگاه به سود آتاناسف رای داد و در حکم ذکر کرد که بسیاری از اندیشه‌های ماشین انیاک در اصل از آتاناسف بوده‌است.
سیارک ۳۵۴۶ به نام اوست.